# Cristòdul d'Alexandria
Cristòdul d'Alexandria va ser patriarca Ortodox d'Alexandria de l'any 907 al 932.
Nascut a Alep, va ocupar la seu al cap de tres anys d'estar vacant. Va ser ordenat a Jerusalem pel patriarca Elies. Els alexandrins van exigir que es renovés l'ordenació a la seva Església, que va tenir lloc l'any 907, o potser el 8 de juny de l'any 908 segons les fonts dels pares benedictins. Durant el seu patriarcat, la coneguda església de Cesari va ser cremada. Segons les fonts dels pares benedictins, hauria mort el 21 de desembre de 933 i no l'any 932.